# Cercle Volney
Pour les articles homonymes, voir Volney (homonymie).
Le Cercle Volney ou Cercle artistique et littéraire Volney, est un cercle d'artistes et d'écrivains qui était situé dans le 2e arrondissement de Paris, au numéro 7 de la rue Volney, près de l'Opéra de Paris.
Il est fondé en 1876 et prend fin dans les années 1960. 

## Histoire
Du 7 avril au 8 mai 1955, le marchand d'art français René Drouin organise avec Wilhelm Wessel (de) la grande exposition Peintures et sculptures non figuratives en Allemagne aujourd'hui. Une centaine d'œuvres de 37 artistes allemands vivants, pour la plupart inconnus, sont exposées sous une verrière et des lustres. Il s'agit de la première grande exposition d'art allemand à Paris depuis plus de quarante ans. Elle est considérée comme l'une des expositions les plus importantes d'Informel.

## Membres
- Arno
- Willi Baumeister
- André Beaucé
- Hugues de Beaumont
- Hubert Berke
- Julius Bissier
- Manfred Bluth (de)
- Karl Friedrich Brust
- Carl Buchheister
- Rodolphe Caillaux
- Alexander Camaro
- René Carrère
- Rolf Cavael
- Jack Chambrin
- Oscar Jules Chauvaux
- Eugène Chigot
- André Del Debbio
- Joseph Fassbender
- Fathwinter
- Gerhard Fietz
- Henri Foreau
- Gustave Garaud
- Rupprecht Geiger
- Roger Godchaux
- Karl Otto Götz
- Otto Greis
- HAP Grieshaber
- Gabriel Hervé
- Robert-Auguste Jaeger
- Guido Jendritzko
- Jean Joyet
- Heinz Kreutz
- Norbert Kricke
- Auguste Leroux
- Brigitte Matschinsky-Denninghoff
- Charles Matton
- Rudolf Mauke
- Georg Meistermann
- Jean Messagier
- Camille Métra
- Maurice Moisset
- Ernst Wilhelm Nay
- Rolf Nesch
- Marie-Louise von Rogister
- Bernard Schultze
- Emil Schumacher
- K. R. H. Sonderborg
- Georges Souillet
- Ruytchi Souzouki
- Gaston Suisse
- Fred Thieler
- Jean-François Tournon
- Hann Trier
- Heinz Trökes
- Hans Uhlmann
- Fritz Vahle
- Theodor Werner
- Woty Werner
- Wilhelm Wessel
- Fritz Winter
- Raymond Woog
- Zacharie Zakarian